# Hillia senescens
Hillia senescens là một loài bướm đêm trong họ Noctuidae.